# Hypnum franchetti
Hypnum franchetti är en bladmossart som beskrevs av W. P. Schimper och Bescherelle 1893. Hypnum franchetti ingår i släktet flätmossor, och familjen Hypnaceae. Inga underarter finns listade i Catalogue of Life.